# Ebinania gyrinoides
Ebinania gyrinoides is een straalvinnige vissensoort uit de familie van de psychrolutiden (Psychrolutidae). De wetenschappelijke naam van de soort is voor het eerst geldig gepubliceerd in 1913 door Weber.